# José Luis Martín Ramos
José Luis Martín Ramos (Barcelona, 1948) es un historiador español, catedrático de Historia Contemporánea de la Universidad Autónoma de Barcelona. Especializado en la historia del movimiento obrero y del marxismo político, ha centrado su investigación en el movimiento socialista y comunista en el siglo XX en Cataluña y en España. Coordinó una Historia del socialismo español, dirigida por Manuel Tuñón de Lara, de la que redactó el volumen cuarto dedicado al periodo 1939-1977 (1989) y ha publicado una Historia de la Unión General de Trabajadores (1998 y 2008). Sobre la historia del PSUC ha publicado varios libros: Els orígens del PSU de Catalunya, 1930-1936 (1977) y Rojos contra Franco. Historia del PSUC, 1939-1947 (2002) y, en L'Avenç, en 2012, La rereguarda en guerra. Catalunya, 1936-1937. Ha sido codirector de L'Avenç entre 1993 y 1999, director de la revista Historiar y director del Archivo de Historia del Socialismo de la Fundación Rafael Campalans.
Sus libros más recientes son Territori capital: la Guerra Civil a Catalunya 1937-1939 (2015), El Frente Popular. Victoria y derrota de la democracia en España (Barcelona, Pasado & Presente, 2015) y Guerra y revolución en Cataluña, 1936-1939 (Barcelona, Crítica, 2018).
En el preámbulo de El Frente Popular. Victoria y derrota de la democracia en España escribió:

Este libro es un ensayo de historia. [...] No es una interpretación "neutra" ni aséptica, en la que no creo para ningún ámbito de nuestra vida, tampoco el intelectual y muchísimo menos para las que se han dado en llamar ciencias sociales. Lo que yo ofrezco es una interpretación beligerante, que defiende el valor histórico, político y ético de la Segunda República, a pesar de los peros parciales que se le puedan poner.